# Венале, Пьетро
Пьетро Венале, настоящее имя Пьетро Монгардини (итал. Pietro Venale, Pietro Mongardini) — итальянский художник: живописец-декоратор, лепщик и позолотчик периода маньеризма.

## Биография
Пьетро Венале родился в Имоле, в семье Джовенале Монгардини. Его настоящая фамилия была Монгардини, а Венале — недружелюбным прозвищем (итал. Venale — Продажный). С 1541 по 1583 год он работал в Риме. Документы о его жизни хранятся в Ватикане и в Академии Святого Луки, где Пьетро Венале числился с 1576 года.
Его имя связано, в частности, с созданием декоративного оформления гротесками, тонкой позолотой и декоративной лепниной лоджии, вероятно, в Ватиканском дворце, под наблюдением Перино дель Вага (1546). Вместе с Антонио д’Авиньоне Пьетро Венале расписывал красками и позолотой скинию, ранее находившуюся в коллекции Дориа-Памфили, а теперь хранящуюся в музее Палаццо Браски. Имя Пьетро Венале часто упоминается в платежах за работы в Ватикане, которые он выполнял при понтификатах Павла III Фарнезе, Юлия III, Павла IV, Пия IV (в частности, для Казино Пия IV).
Около 1560 года Пьетро Венале украшал позолотой и фресками апартаменты кардинала Джованни Риччи в Ватикане.
C 1551 по весну 1553 года Джорджо Вазари, Бартоломео Амманати, Джакомо Бароцци да Виньола работали на строительной площадке Виллы Джулия, загородной резиденции папы Юлия III. Украшение стен было поручено Просперо Фонтане, Таддео Цуккарo, Пьетро Венале и большой группе помощников. 27 ноября 1553 года папа подарил виллу своему брату Бальдовино.
Пьетро Венале приписывают росписи «воздушной перголы» (растительных мотивов) в беседке и в сводах галерей Виллы Джулия. Однако смелые композиционные приёмы, прорисовку фигурок амуров, лёгкость в трактовке листвы виноградных лоз и розария чаще связывают с манерой и уровнем мастерства искусства Просперо Фонтаны, чья рука уже была признана в двух верхних фресках с вакхическими сценами, на полпути к правому и левому портику. С другой стороны, гротески на стенах знаменитого портика Виллы Джулия, вдохновлённые настенными украшениями резиденций Древнего Рима, можно было бы приписать руке Пьетро Венале.

## П. Венале и П. Фонтана. Росписи портика и галерей Виллы Джулия в Риме

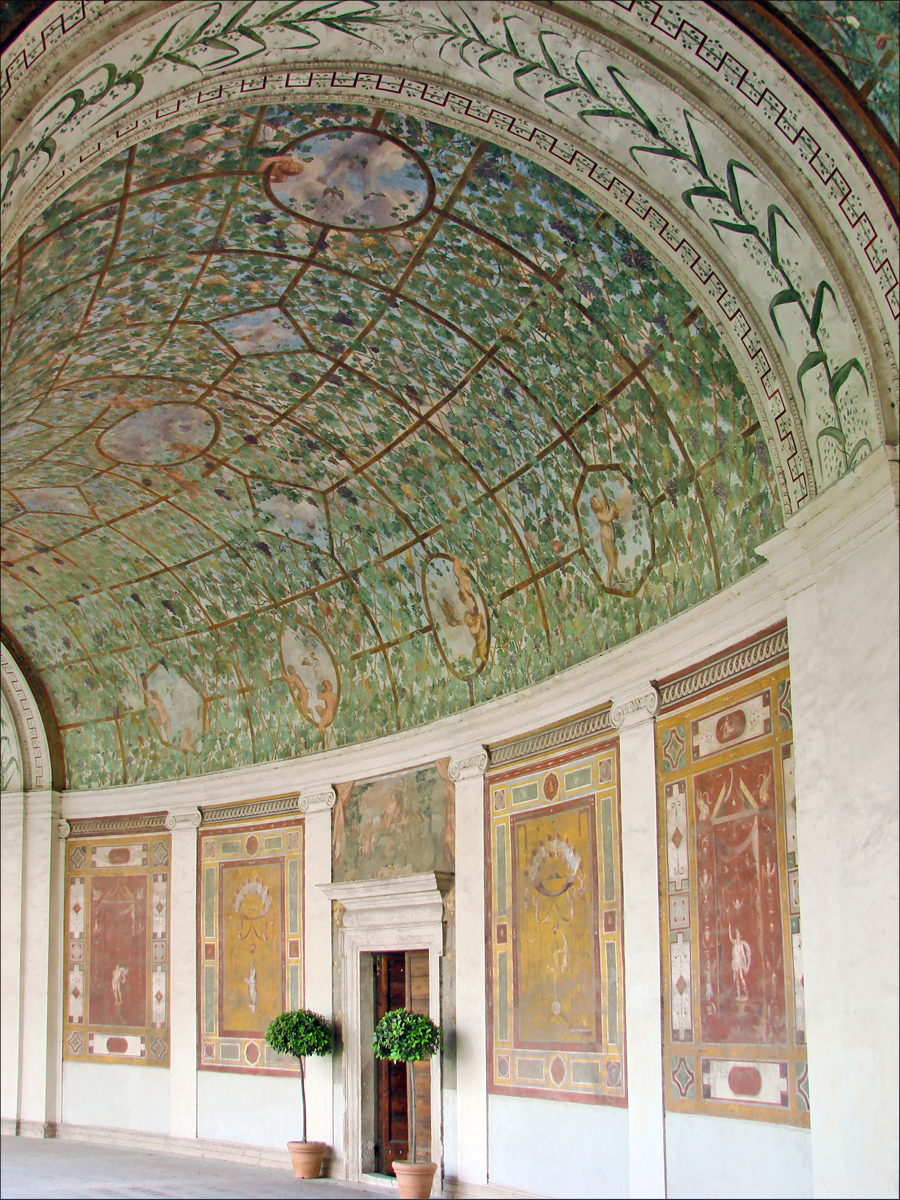
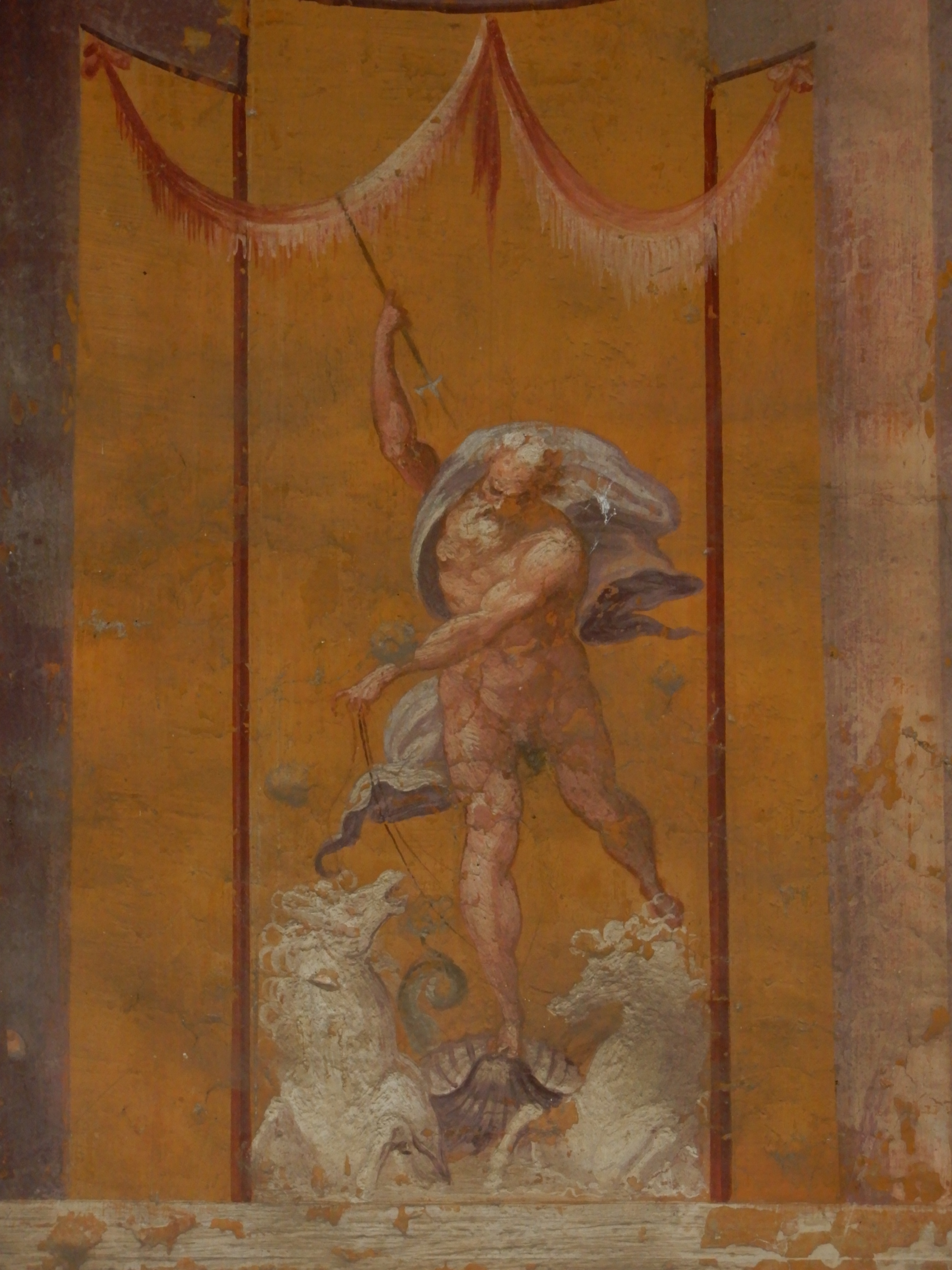
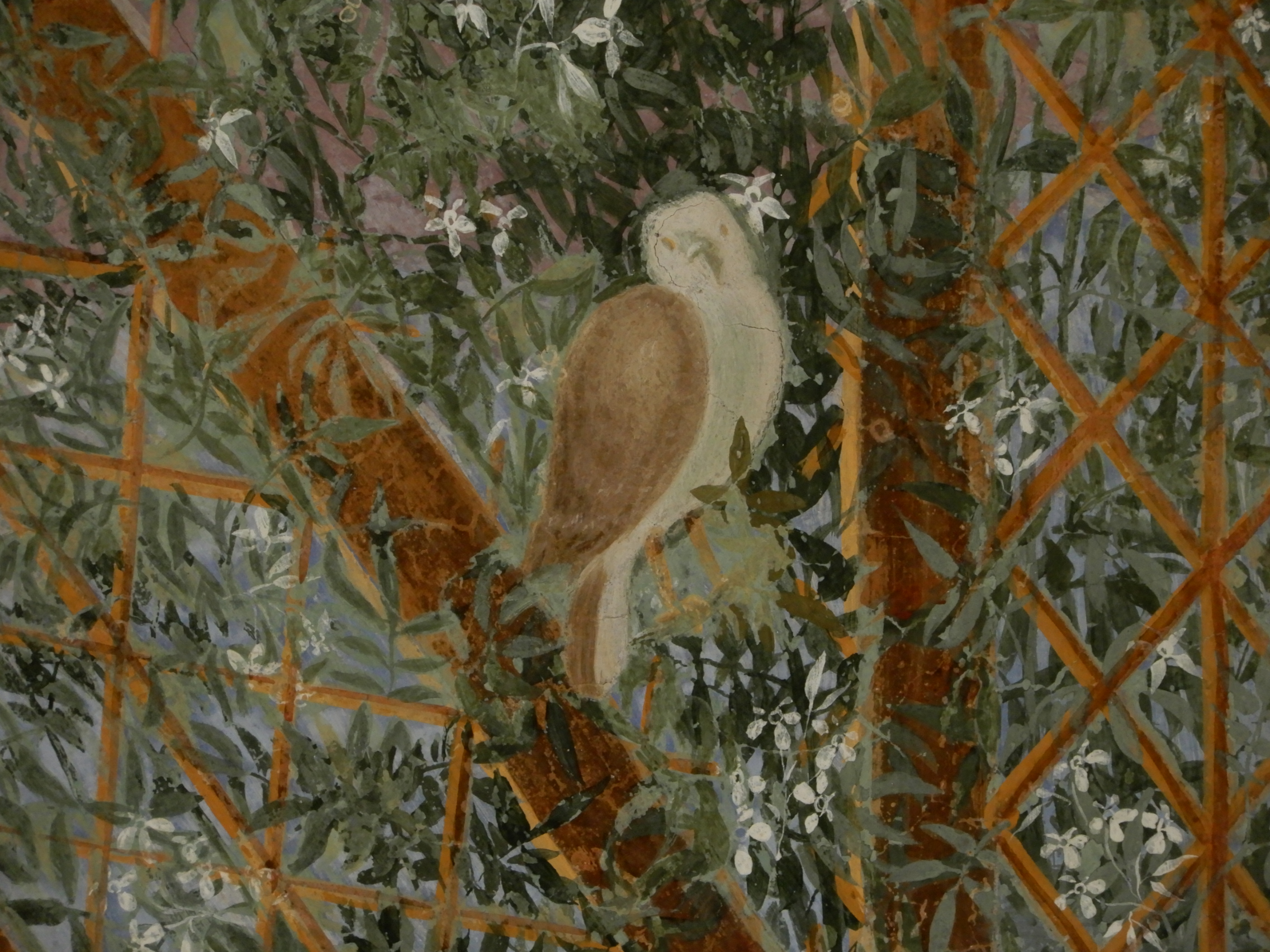
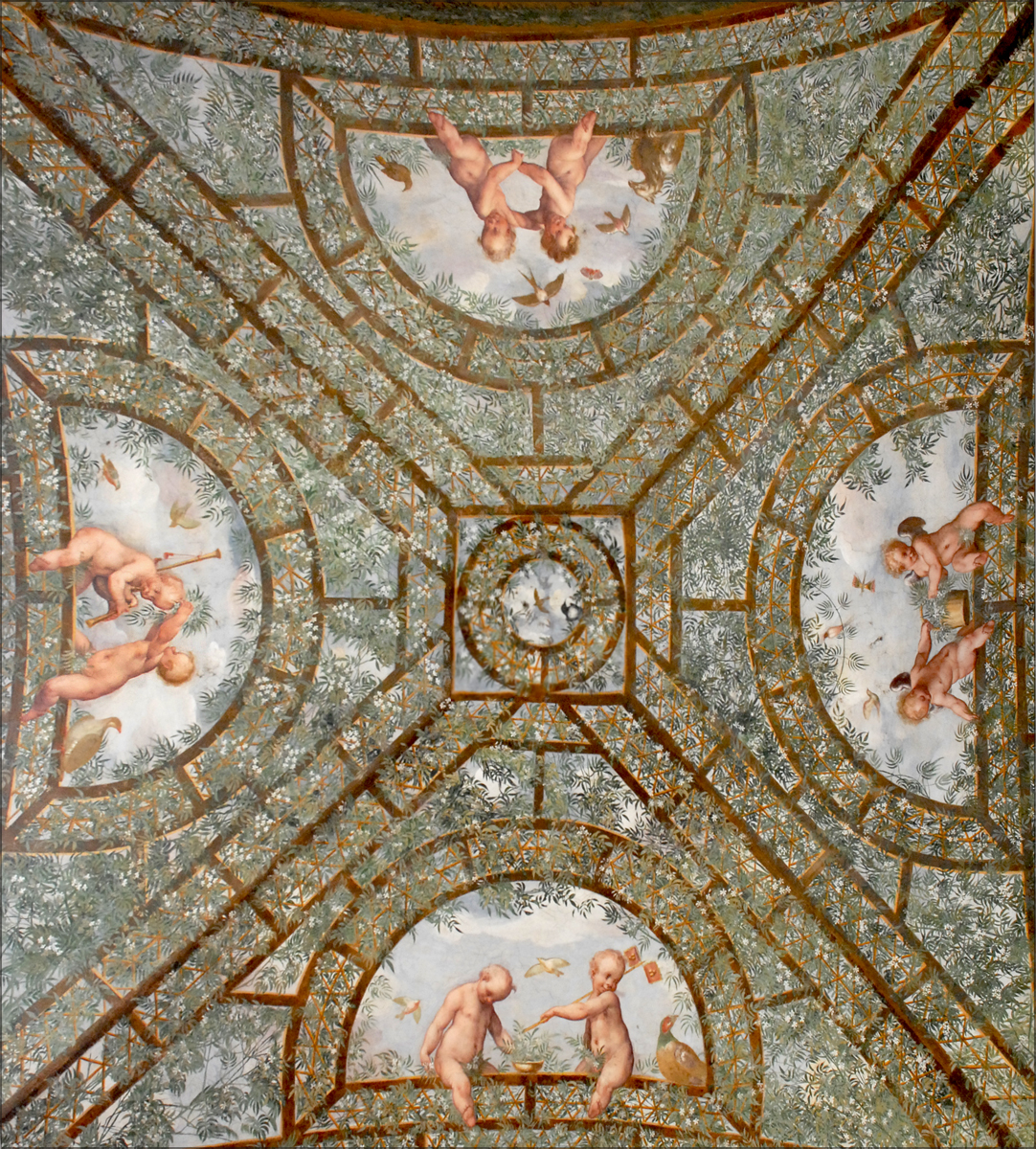
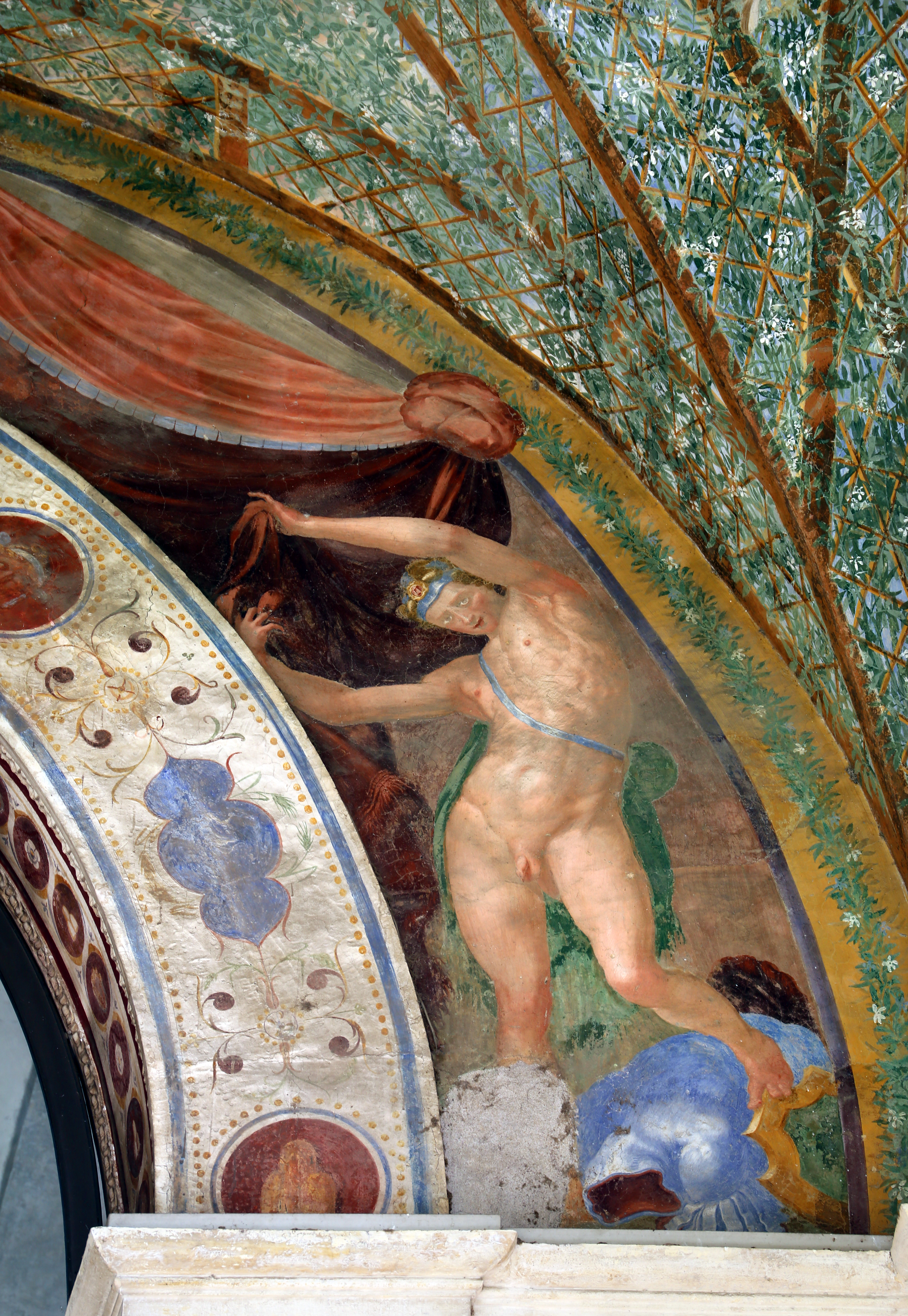
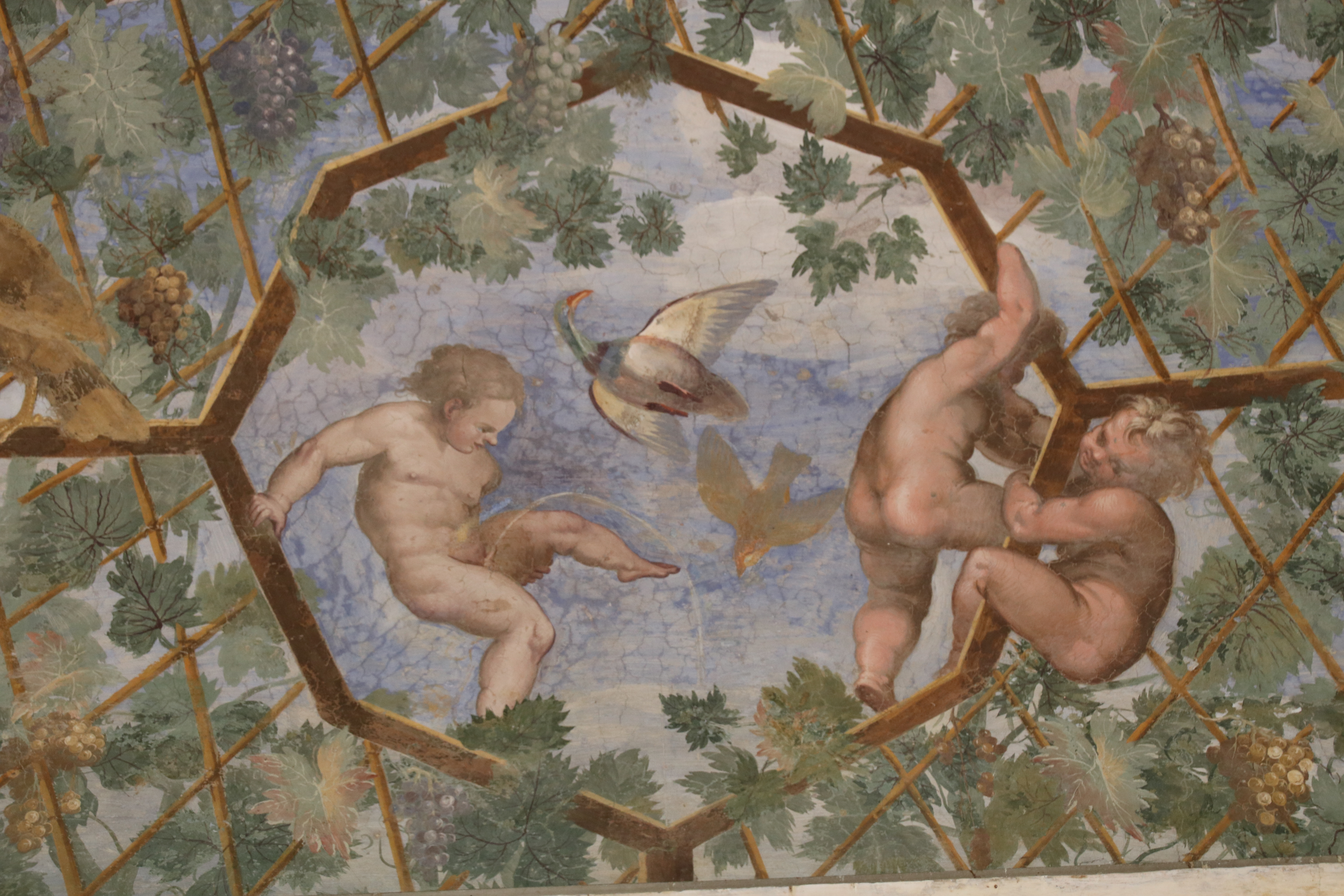
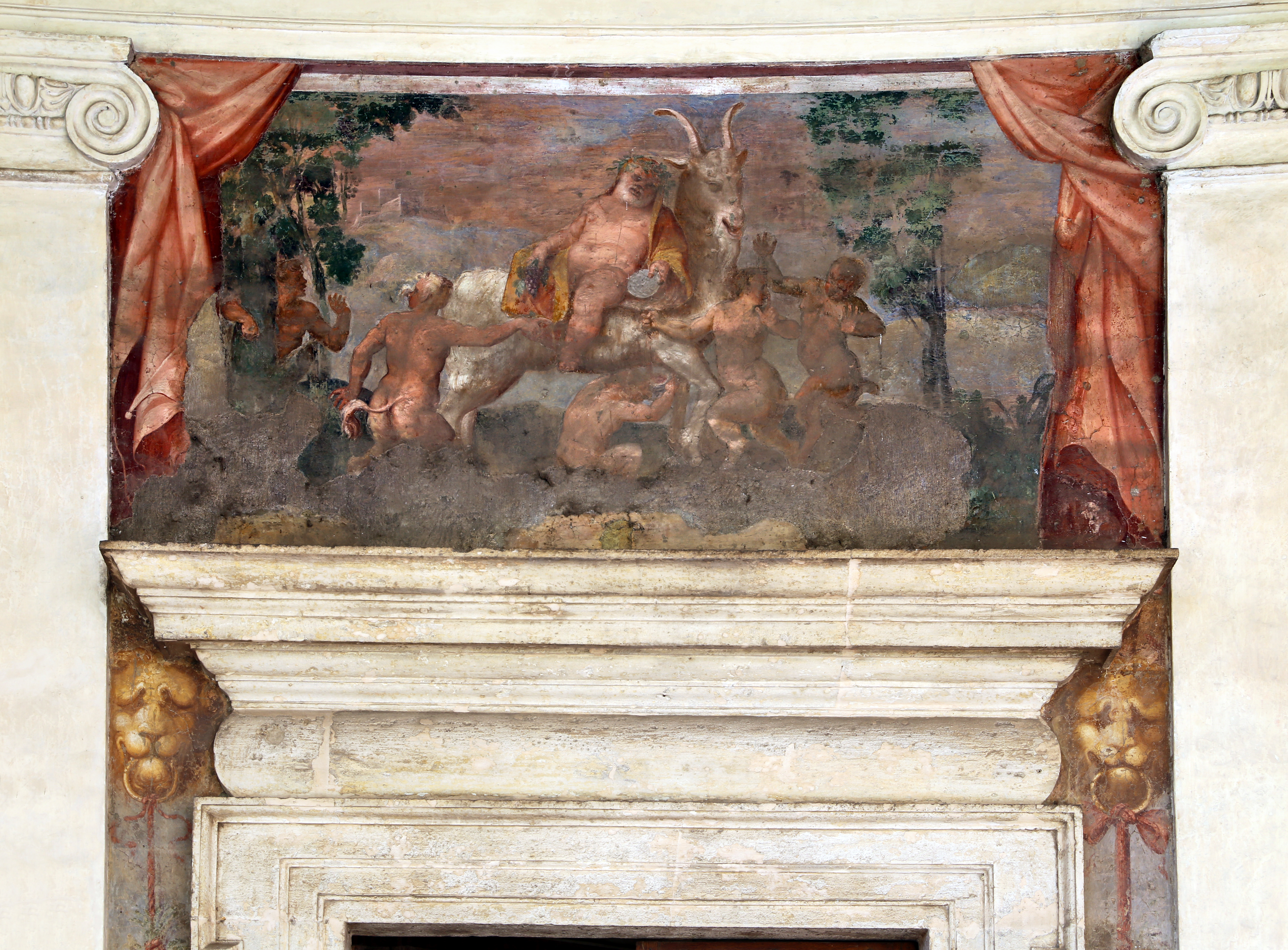
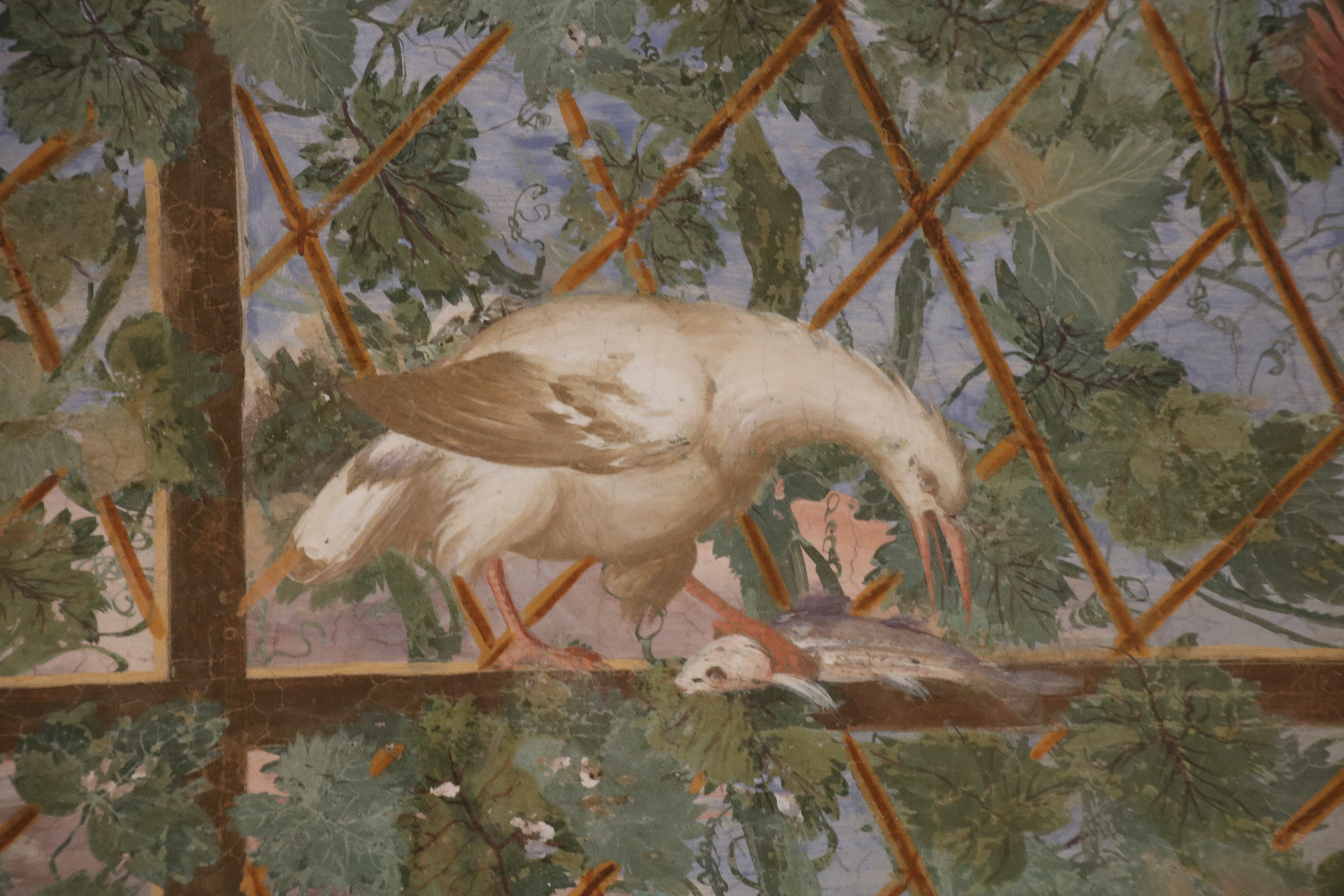
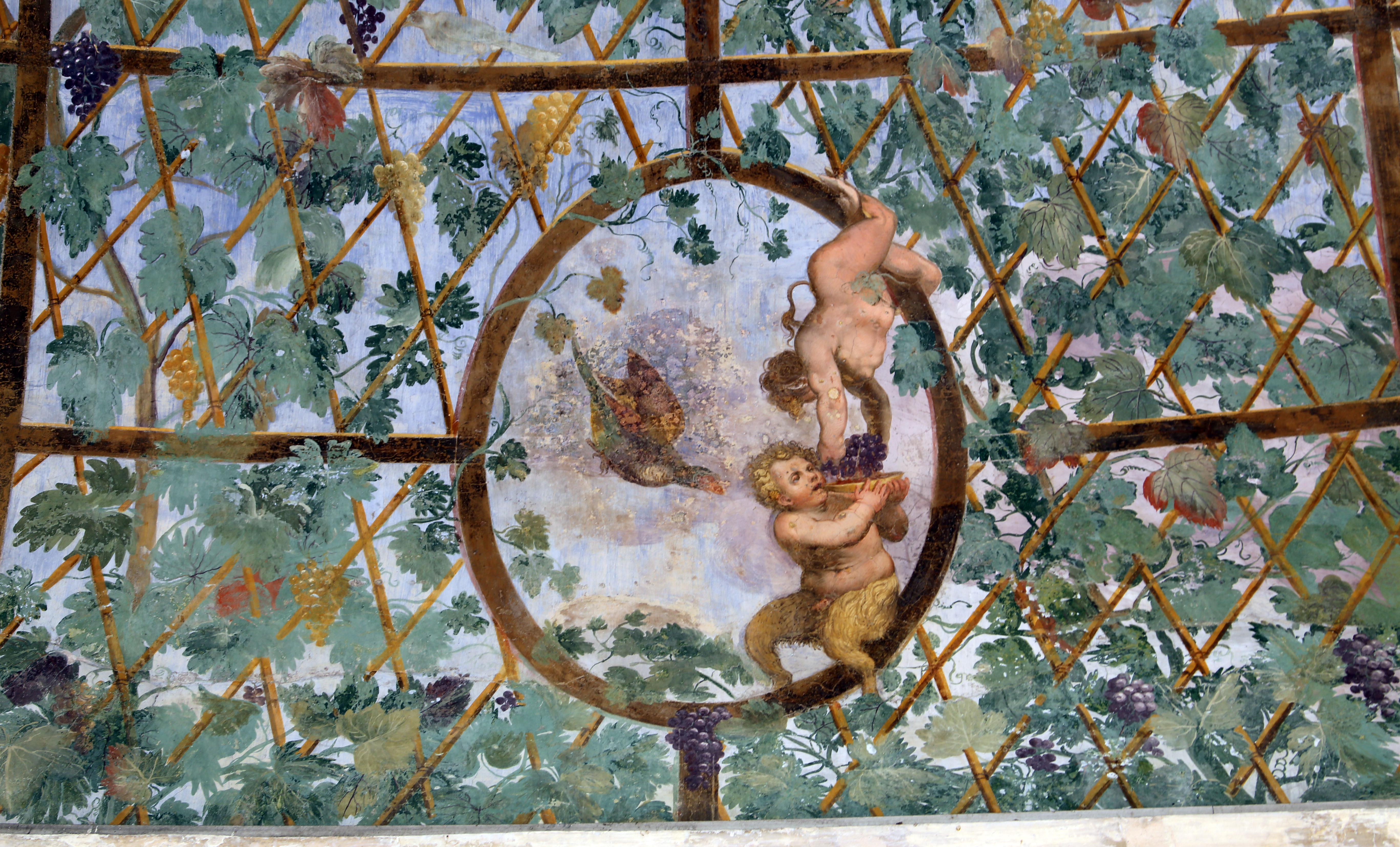
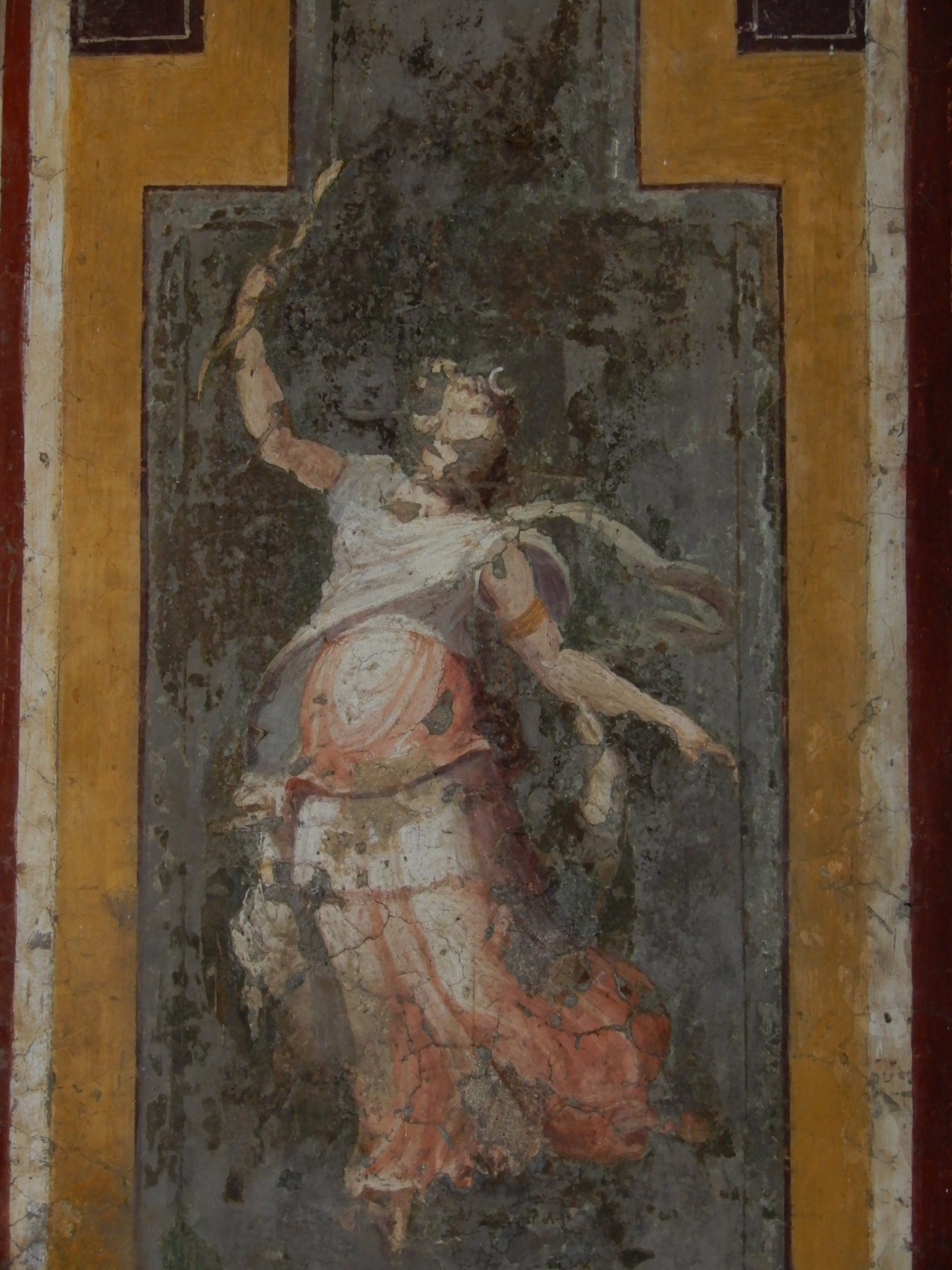
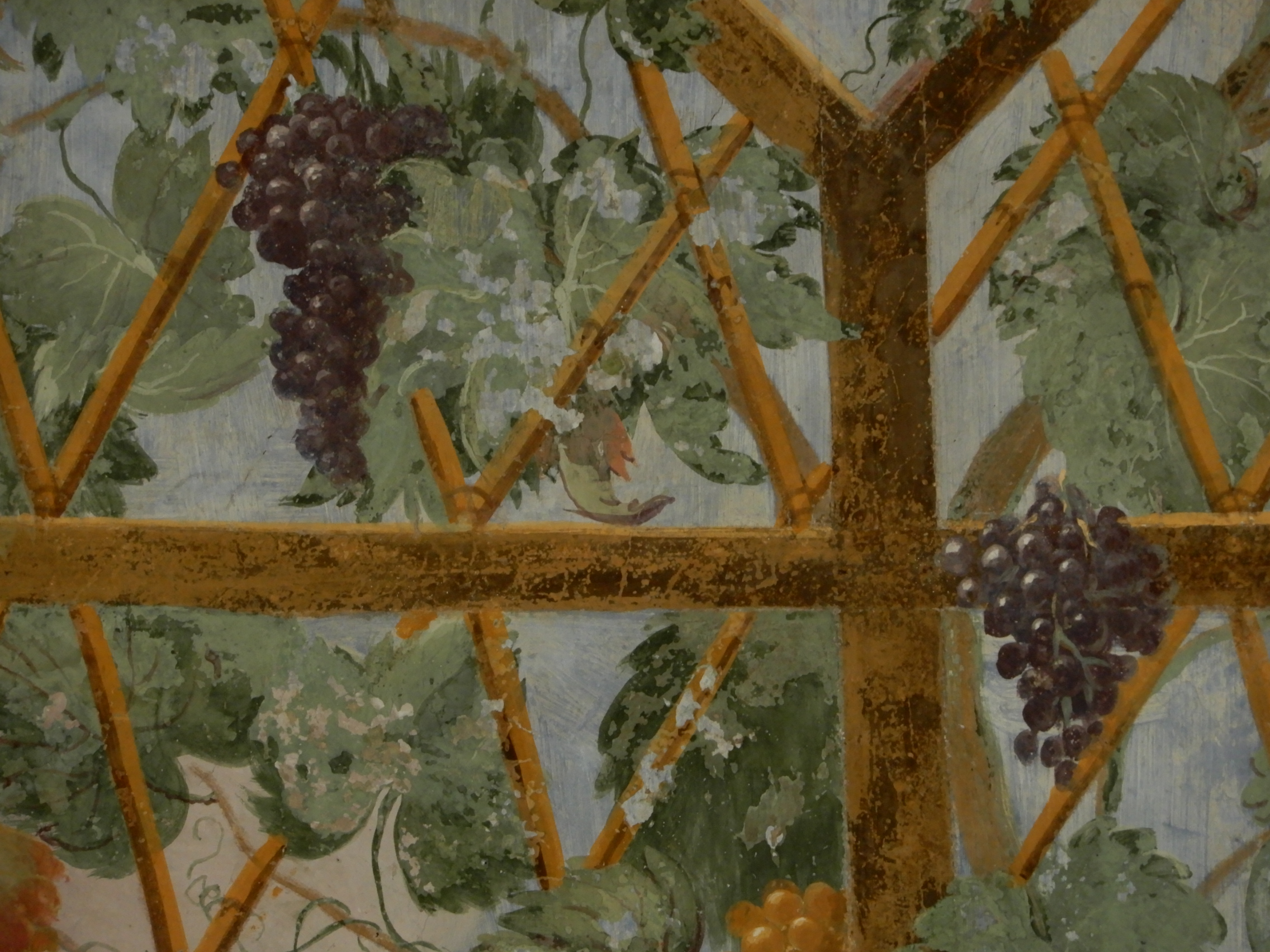